# Ferdinand Gaillard
Claude Ferdinand Gaillard, född 7 januari 1834, död 19 januari 1887, var en fransk målare och kopparstickare.
Gaillard erhöll Rompriset 1855 och var sedan mestadels bosatt i Italien. Hans målningar, bland annat två porträtt av Leo XIII närmar sig pastischen, men som grafiker räknas Gaillard som en av samtidens främsta genom sin mjuka linjeföring och fina formbehandling. Gaillard reproducerade oftast kompositioner av äldre mästare.